# Björntjärnet (Brunskogs socken, Värmland)
Björntjärnet är en sjö i Arvika kommun i Värmland och ingår i Göta älvs huvudavrinningsområde.